# Winieta (drukarstwo)

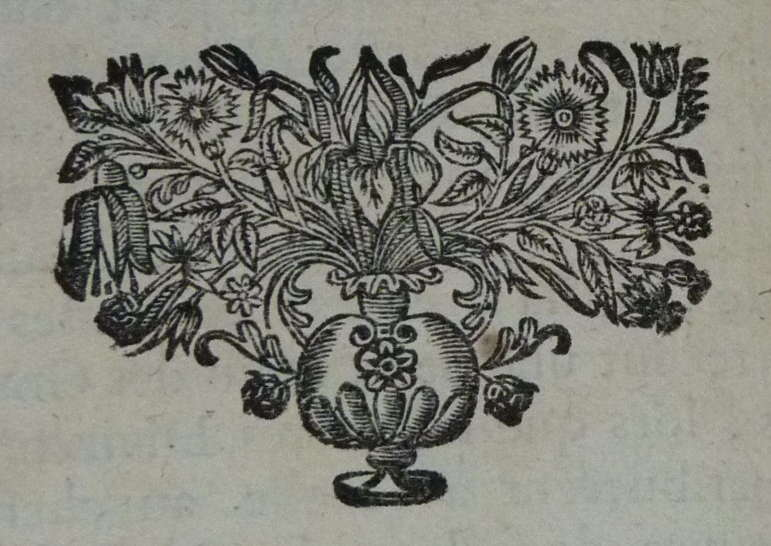
XVII-wieczna winieta roślinna

Winieta (fr. vignette, z fran. vigne – winorośl) – ozdoba w druku, którą może stanowić ornament, ilustracja okolona ornamentem lub dekoracyjnie ujęta scena figuralna. W pierwszych winietach wykorzystywano motyw winorośli, przejęty ze zdobnictwa rękopisów. 

## Rodzaje
Wyróżnia się następujące rodzaje winiet:
- bordiura – zwana winietą ramkową, okala kolumnę druku;
- frontyspis – zwana winietą tytułową, jest to zdobiona karta tytułowa i przedtytułowa;
- en tête – winieta w nagłówku rozdziału, prostokątna lub owalna, wypełniona ornamentem lub zawierająca przedstawienie figuralne lub tytuł rozdziału;
- przerywnik – wypełnia wąski prostokąt między kolumnami w druku, tworzy ciągły ornament lub szereguje odrębne elementy zdobnicze;
- finalik – winieta na końcu książki lub rozdziału, najczęściej w kształcie trójkąta wypełnionego ornamentem dekoracyjnym lub figuralnym, skierowanego wierzchołkiem w dół.
- cul-de-lampe – najprostsza i najdrobniejsza winieta w kształcie wspornika kolumny.

W czasopiśmiennictwie jest to pasek tytułowy czasopisma lub gazety, jego logo. Winieta zawiera w sobie zazwyczaj tytuł pisma, hasło przewodnie, numer, datę, cenę.